# Ромер, Дэн
Дэн Ромер (англ. Dan Romer; род. 19 мая 1983, Нью-Йорк — американский музыкальный продюсер, певец и композитор. Живёт в Лос-Анджелесе.
В качестве композитора Ромер работал над фильмами: номинантом на премию «Оскар» «Звери дикого Юга», «Безродные Звери», «В поисках кораллов», «Глисон», «Хороший доктор», «Джим: История Джеймса Фоури». Дэн Ромер написал музыку к видеоигре Far Cry 5 (Фар Край 5), выпущенной 27 марта 2018 года.